# إعلان تلفزيوني

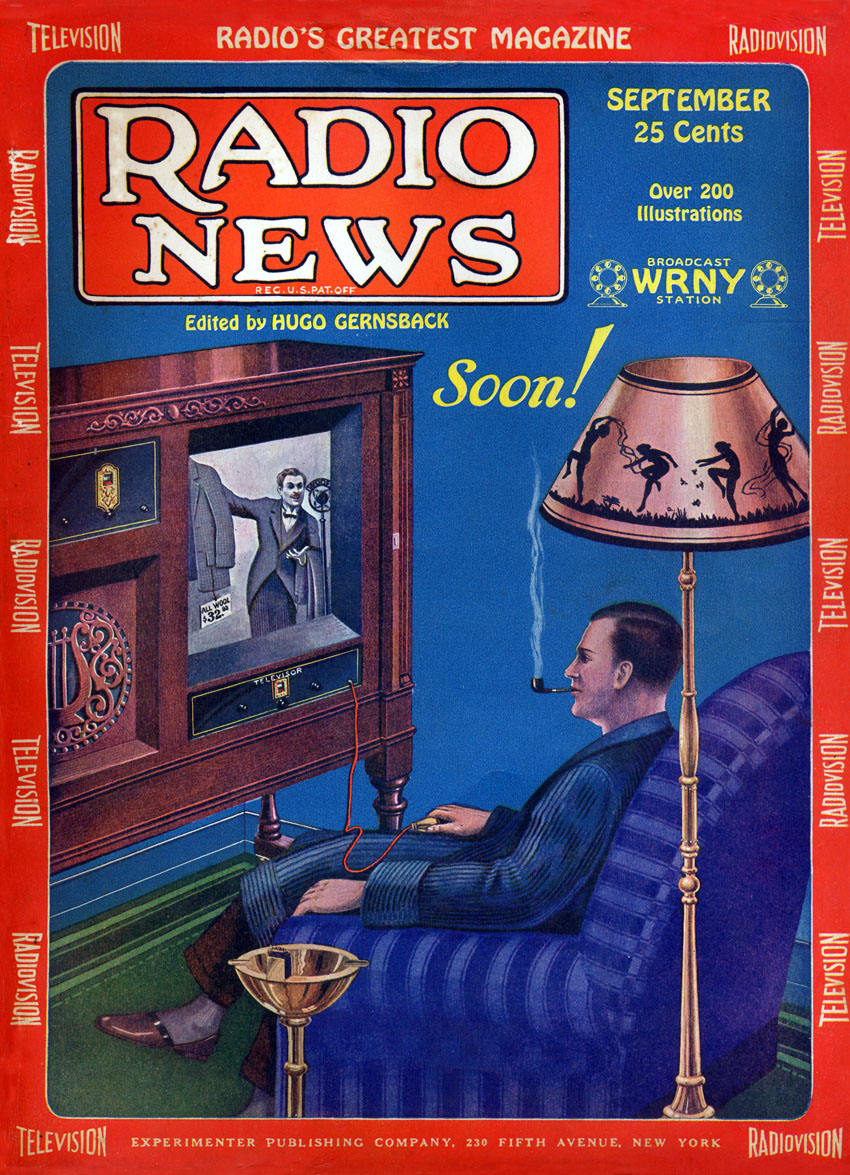

الإعلان التلفزيوني (يسمى أيضًا إعلان تجاري تلفزيوني، أو إعلان تجاري، أو ببساطة إعلان فقط) هو نطاق من البرامج التلفزيونية المُنتَجة والمدفوعة من قبل مؤسسة ما.
ينقل رسالة تهدف إلى ترويج وتسويق منتج أو خدمة. يمكن أن يشير المُعلنين والمسوّقين إلى الإعلانات التلفزيونية بـ(تي في سي إس-TVCs). توفر إيرادات الإعلان جزءًا كبيرًا من تمويل معظم الشبكات التلفزيونية المملوكة للقطاع الخاص. ارتفع عدد الإعلانات التجارية خلال العقد الأول من القرن الحادي والعشرين بشكل مطرد على الرغم من تناقص طول كل إعلان منها. وقد روجت الإعلانات من هذا النوع لمجموعة مختلفة من السلع والخدمات والأفكار منذ الأيام الأولى لتاريخ التلفزيون. تُستخدم نسبة مشاهدة البرامج التلفزيونية وفقًا لقياسات شركات مثل شركة نيلسن ميديا للأبحاث في الولايات المتحدة، أو شركة بارب في المملكة المتحدة بمثابة مقياس لوضع الإعلانات التلفزيونية، وبالتالي للمعدلات التي تفرضها جهات البث على المعلنين كي يستطيعوا البث داخل شبكة معينة، أو ضمن برنامج تلفزيوني أو وقت من اليوم (يسمى «الجزء النهاري»).
تعتبر إعلانات الحملات التلفزيوينة شائعة في الحملات السياسية في العديد من البلدان بما فيها الولايات المتحدة. في بلدان أخرى مثل فرنسا، الإعلانات السياسية على التلفزيون مقيدة بشكل كبير، بينما تمنع بعض البلدان مثل النروج الإعلانات السياسية نهائيًا.
ظهر أول إعلان تلفزيوني رسمي ومدفوع في الولايات المتحدة بتاريخ 1 يونيو عام 1941، عبر محطة نيويورك دبليو إن بي تي(لاحقًا دبليو إن بي سي) قبل مباراة لعبة كرة المضرب بين فريق بروكلين دودجرز وفريق فيلاديلفيا فيليس. عرض الإعلان عن ساعات بولوفا، التي دفعت عنها الشركة بين أربعة إلى تسعة دولارات (تختلف حسب التقارير)، عينة اختبار دبليو إن بي تي مُعدلة كي تبدو مثل ساعة مع عقارب تُظهر الوقت. ظهر شعار بولوفا، مع جملة «بولوفا تشاهد الوقت»، في الربع السفلي الأيمن من عينة الاختبار بينما ارتدّ عقرب الساعة الثاني حول قرص الساعة لمدة دقيقة. بُثّ أول إعلان تلفزيوني في المملكة المتحدة على الهواء على محطة آي تي في بتاريخ 22 سبتمبر، 1955 للإعلان عن معجون أسنان غيبس إس آر. في آسيا، بُثّ أول إعلان تلفزيوني على تلفزيون نيبون في طوكيو بتاريخ 28 أغسطس، 1953، للإعلان عن سيكوشا (لاحقًا سيكو)؛ وعرض أيضًا ساعة تظهر الوقت الحالي.
تطور السوق التلفزيوني إلى حدٍّ قُدّر بأنه وصل إلى 69.87 مليار دولار لإنفاقات الإعلانات في الولايات المتحدة لعام 2018.

## الخلفية العامة
يتضمن الإعلان التلفزيوني ثلاثة مهام رئيسية هي إنشاء إعلان تلفزيوني يحقق معايير البث، وبثّ هذا الإعلان على التلفزيون للوصول إلى العميل المنشود، ثم قياس نتائج هذه الإعلانات بما فيها عائدات الاستثمار.
تحقيق الخطوة الأولى يعني أشياء مختلفة حسب كل جزء مختلف من العالم اعتمادًا على قوانين المنطقة. في المملكة المتحدة مثلًا يجب أن يُمنح الترخيص من قبل هيئة منظمة كليركاست. مثال آخر على ذلك في فنزويلا حيث تضبط الترخيص هيئة تسمى سي إن إيه سي. يضمن الترخيص للمذيعين أن محتوى الإعلان يحقق التوجيهات القانونية. بسبب ذلك يُطبق الترخيص الخاص الموسع على المنتجات الغذائية والطبية إلى جانب إعلانات المضاربة.
الخطوة الثانية هي عملية توصيل الإعلان التلفزيوني وتمثل عادة اشتراك دار ما بعد الإنتاج، ووكالة إعلامية، وأخصائيي توزيع إعلاني والهدف النهائي والمذيعين. في أسبوع تلفزيون نيويورك في نوفمبر، 2018، وُصف نموذج الإعلان التلفزيوني من قبل نظام تيرنر للبث على أنه معطل.

## اتجاهات الإعلانات التلفزيونية

### الإنترنت والرقمية
مع ظهور الخدمات الإعلامية العالية أصبح الإنترنت ذاته منصةً للتلفزيون، وبالتالي منصة للإعلان التلفزيوني. العزو التلفزيوني هو مفهوم تسويقي يُقاس من خلاله تأثير الإعلانات التلفزيونية على العملاء. التلفزيون القابل للعنونة هو المكان الذي تستخدم فيه الإعلانات الموجهة على منصات رقمية، ليتلقى شخصين يشاهدان البرنامج نفسه إعلانات مختلفة.

### مسجلات التلفزيون الرقمية وتخطي الإعلانات
بعد أن أصبحت مسجلات شريط الفيديو (في سي آر) رائجةً في ثمانينينات القرن العشرين، بدأ القطاع التلفزيوني بدراسة تأثير تقديم المستخدمين السريع للإعلانات التجارية. حاربت الوكالات الإعلانية هذا التوجه من خلال إنشاء إعلانات مسلية أكثر. مكن إدخال مسجلات الفيديو الرقمية (تُعرف أيضًا بمسجلات التلفزيون الرقمية أو دي تي آر إس-DTRs)، مثل تيفو، وخدمات مثل سكاي بلس، وشبكات الطبق، وأسترو ماكس، التي تسمح بتسجيل البرامج التلفزيونية في أقراص صلبة، المشاهدين من التقديم السريع أو التخطي التلقائي لإعلانات البرامج المسجلة. احتوت 22 بالمئة من المنازل في المملكة المتحدة في نهاية عام 2008 على دي تي آر. معظم هذه المنازل كان لديها سكاي بلس، وتُظهر البيانات المأخوذة من معظم هذه المنازل (المجموعة عن طريق لجنة خبراء سكاي فيو التي شملت أكثر من 33 ألف) أنه حالما يحصل منزلٌ ما على دي تي آر، فإن مشاهدة التلفاز فيه تزيد بنسبة 17 بالمئة. 82 بالمئة من مشاهدتهم تكون للبث التلفزيوني العادي الخطي بدون تقديم سريع للإعلانات. ما يزال مشاهدو التلفاز في نسبة 18 بالمئة من مشاهدتهم التلفزيونية التي حُوّلت بمرور الوقت (أي غير مُشاهدة كبث مباشر) يشاهدون 30 بالمئة من الإعلانات بالسرعة العادية (بدون تقديم). عمومًا، أدت المشاهدة الزائدة التي شجعها امتلاك جهاز دي تي آر إلى زيادة مشاهدة مشاهدي الإعلانات بالسرعة العادية بنسبة 2 بالمئة عن مشاهدتهم السابقة قبل تثبيت دي تي آر. عُززت براهين سكاي فيو عن طريق دراسات على سلوكيات دي تي آر من قبل مجلس أبحاث جماهير المذيعين (بارب- BARB) وكلية لندن للأعمال.

### موضعة المنتج
تشمل الأشكال الأخرى للإعلان التلفزيوني إعلان موضعة المنتج في العروض التلفزيونية نفسها. على سبيل المثال، يُعلن برنامج إكستريم ميك أوفر: هوم إيديشن عن سلسلة سيرز وماركة كينمور، وهوم ديبوت من خلال استخدام منتجات من هذه الشركات، وقد سُميت بعض المناسبات الرياضية مثل كأس مونستر للطاقة من ناسكار بأسماء راعيها، وتُغطى سباقات السيارات غالبًا بالإعلانات. سُميت العديد من الملاعب الرياضية الكبرى في أمريكا الشمالية بأسماء شركات إعلانية تجارية، ويعود تاريخ ذلك حتى ملعب رينغلي فيلد. تمنح البرامج التلفزيونية التي تُقدم عبر وسائط جديدة، مثل بث الفيديوهات مباشرة عبر الإنترنت، فرصًا مختلفة عن الأساليب التقليدية لاكتساب إيرادات من الإعلانات التلفزيونية.